# Opršinac
Opršinac je nenaseljeno mjesto u Republici Hrvatskoj u općini Cernik u Brodsko-posavskoj županiji.

## Zemljopis
Opršinac se nalazi sjeverno od Cernika, neposredno uz cestu Nova Gradiška - Požega. Susjedna naselja su Oblakovac, Busnovi i Banićevac

## Stanovništvo
Prema popisu stanovništva iz 2011. godine Opršinac nije imao stanovnika. 
| broj stanovnika | 47    | 187   | 171   | 164   | 168   | 186   | 170   | 185   | 127   | 136   | 103   | 79    | 55    | 73    | 2     |       |       |
|                 | 1857. | 1869. | 1880. | 1890. | 1900. | 1910. | 1921. | 1931. | 1948. | 1953. | 1961. | 1971. | 1981. | 1991. | 2001. | 2011. | 2021. |